# 塚本康彦
塚本 康彦（つかもと やすひこ、1933年６月9日 -2022年1月13日 ）は、日本の国文学者、中央大学名誉教授。

東京生まれ。東京大学国文科卒、同大学院をへて、中央大学文学部助教授、教授、2003年3月定年退任。
雑誌『古典と現代』（古典と現代の会）主宰・編集発行人（1号～70号）
　塚本康彦は「国文学者」であるが、この四文字からあえて「国」を削除してもよい。なぜなら、塚本は狭義の「研究者」に留まらない「文学者」であり、独自の文体にこだわった「文章家」でもあったからである。塚本の文章表現に対する熱意と執着は尋常でなく、生涯において遭遇した「琴線を切実にふるわせる」文章を丹念に集めていた。塚本は「この拔書作業を不断に践行」し、「その種の帳面は十八を数え、わが貴重な財産」（『ロマン的発想』）であると述べている。また「天が下、私の文章を愛好してくれる人は何人数えられるだろう」（『ロマン的作家論』）とも述べている。これらの述懐は、塚本が文章道に命を懸けていたことの自負であり、証しでもある。
　
　塚本は能・歌舞伎に非常に造詣が深く著作には『能・歌舞伎役者たち』（朝日選書）がある。長年にわたって勤務先の中央大学の学生たちを古典芸能の鑑賞会に引率していた。1995年には前進座劇場で「双蝶々曲輪日記」を一日だけ上演、主役を演じたことが話題になった。
　国文学者としての元来の研究領域は中世文学で、『とはずがたり』、『平家物語』『方丈記』『徒然草』から『愚管抄』『神皇正統記』まで幅広く論じている。その研究の軸は次第に永井荷風、谷崎潤一郎、佐藤春夫など、近代文学に移っていった。このような多岐にわたる研究の中でも、なかんずく注目すべきは日本浪曼派、特に保田與重郎についての研究である。塚本の著作の題名には「ロマン的」という単語が多く使われているが、塚本の日本浪曼派研究は、「国文学者」「文章家」、そして「文学者」としての相貌が反映された独自の到達点を示している。塚本の保田與重郎研究は、政治思想史研究の橋川文三、ドイツ文学研究・文芸批評の川村二郎など国文学研究以外の論者の保田與重郎論に対峙する批評性を有している。特に「保田與重郎の文学と古典」（『國語と國文學』1961年11月）では、古典文学の研究者としての基盤に立脚して、保田の古典文学受容の様相を緻密に考察し、保田の「イロニイ」の本質について論じたうえで、保田と小林秀雄の日本古典論の差異を無視して、時局便乗的な文学者の理性の欠落の象徴として概括的かつ揶揄的に語る、戦後の批評言説の杜撰さを鋭く抉った。後年は『ロマン的作家論』、『ロマン的人物記』、『実感文学論』などで、文学者をはじめとする様々な人物をロマン主義者としての情念のこもった独自の文体で縦横無尽に論じた。その中には、後年芥川賞作家である西村賢太によって知られるようになった私小説家藤澤清造についての人物論もある。（「藤沢清造をめぐる感想」（『古典と現代』1994年9月）この藤澤論は、人物論としてだけでなく、代表作『根津権現裏』の作品論としても興味深い。芝公園で狂凍死した藤澤清造という人物の埋もれがちな足跡をロマン主義者としての飽くなき執念で辿った論考である。

## 著書
- 国文学私論 桜楓社出版 1959
- 受験番号5111 東大受験生の赤裸な日記 光文社 1963 (カッパ・ブックス)
- 抒情の伝統 日本文学における浪曼精神 晶文社 1966
- ロマン的国文学論 伝統と現代社 1971
- 校注中世女流日記 福田秀一共編 武蔵野書院 1975.4
- ロマン的なるもの 国文学の周辺 武蔵野書院 1976 (武蔵野文庫)
- ロマン的発想 古川書房 1982.2 (古川叢書)
- 玉三郎・団十郎のことなど 能・歌舞伎役者論 ぺりかん社 1987.3
- ロマン的断想 荷風のことなど 武蔵野書房 1991.5
- 能・歌舞伎役者たち 1994.8 (朝日選書)
- ロマン的作家論 武蔵野書房 1996.1
- ロマン的人物記 明治書院 1998.11
- 逸脱と傾斜 文学論集 未來社 2002.3
- 実感文学論 小さくとも私の杯で 至文堂 2005.12

## 参考
- 読売新聞記事「中大教授、歌舞伎に挑む」1995年5月15日
- 中央大学国文65号 (中央大学国文学会 2022年3月発行)『塚本康彦先生を悼む』木村友彦